# HD 20794 b
HD 20794 b est une exoplanète orbitant autour de l'étoile HD 20794, elle a été découverte en 2011.